# Роман Рес
Роман Рес (нім. Roman Rees) — німецький біатлоніст, призер чемпіонату світу.
Срібну медаль чемпіонату світу Рес виборов у складі німецької збірної в естафеті 4х7,5 км на чемпіонаті 2019 року, що проходив у шведському Естерсунді. 

## Результати
Джерелом усіх результатів є  Міжнародний союз біатлоністів.

### Чемпіонати світу
| Чемпіонат      | Інд. гонка | Спринт | Персьют | Мас-старт | Естафета | Змішана естафета | Одиночна змішана естафета |
| -------------- | ---------- | ------ | ------- | --------- | -------- | ---------------- | ------------------------- |
| Естерсунд 2019 | 20         | —      | —       |           | Срібло   | —                | —                         |